# Dania na Mistrzostwach Świata w Lekkoatletyce 2022
Dania na Mistrzostwach Świata w Lekkoatletyce 2022 – reprezentacja Danii podczas mistrzostw świata w Eugene liczyła 12 zawodników.

## Skład reprezentacji

### Kobiety
| Zawodniczka                                                             | Konkurencja                | Elimincje | Elimincje | Półfinał | Półfinał | Finał | Finał   | Źródło      |
| Zawodniczka                                                             | Konkurencja                | Wynik     | Pozycja   | Wynik    | Pozycja  | Wynik | Pozycja | Źródło      |
| ----------------------------------------------------------------------- | -------------------------- | --------- | --------- | -------- | -------- | ----- | ------- | ----------- |
| Ida Karstoft                                                            | bieg na 200 m              | 22,85     | 18. Q     | 22,84    | 17.      | NQ    | NQ      | [ 1 ] [ 2 ] |
| Mette Graversgaard                                                      | bieg na 100 m przez płotki | 13,04     | 20. Q     | 13,05    | 22.      | NQ    | NQ      | [ 3 ] [ 4 ] |
| Mette Graversgaard Mathilde Kramer Astrid Glenner-Frandsen Ida Karstoft | sztafeta 4 × 100 m         | 43,46     | 13.       | —        | —        | NQ    | NQ      | [ 5 ] [ 6 ] |

| Zawodniczka           | Konkurencja  | Kwalifikacje | Kwalifikacje | Finał | Finał   | Źródło |
| Zawodniczka           | Konkurencja  | Wynik        | Pozycja      | Wynik | Pozycja | Źródło |
| --------------------- | ------------ | ------------ | ------------ | ----- | ------- | ------ |
| Lisa Brix Pedersen    | rzut dyskiem | 56,54        | 29.          | NQ    | NQ      | [ 7 ]  |
| Katrine Koch Jacobsen | rzut młotem  | 68,51        | 20.          | NQ    | NQ      | [ 8 ]  |

### Mężczyźni
| Zawodnik                                                     | Konkurencja        | Elimincje | Elimincje | Półfinał | Półfinał | Finał   | Finał   | Źródło        |
| Zawodnik                                                     | Konkurencja        | Wynik     | Pozycja   | Wynik    | Pozycja  | Wynik   | Pozycja | Źródło        |
| ------------------------------------------------------------ | ------------------ | --------- | --------- | -------- | -------- | ------- | ------- | ------------- |
| Simon Hansen                                                 | bieg na 200 m      | 20,80     | 38.       | NQ       | NQ       | NQ      | NQ      | [ 9 ]         |
| Benjamin Lobo Vedel                                          | bieg na 400 m      | 46,27     | 26.       | NQ       | NQ       | NQ      | NQ      | [ 10 ]        |
| Thijs Nijhuis                                                | maraton            | —         | —         | —        | —        | 2:16:55 | 47.     | [ 11 ]        |
| Simon Hansen Frederik Schou-Nielsen Tobias Larsen Kojo Musah | sztafeta 4 × 100 m | DNF       | DNF       | —        | —        | NQ      | NQ      | [ 12 ] [ 13 ] |